# みいけ号
みいけ号（みいけごう）は、九州産業交通がかつて運行していたバス路線の一つ。中央営業所と荒尾営業所（いずれも当時）との共管路線であり、最末期は九州産業交通と熊北産交との2社共同運行であった。

## 概要
熊本県熊本市から鹿本郡植木町、玉名市、玉名郡岱明町・長洲町、荒尾市などを経由し、福岡県大牟田市までを結んでいた。熊本県内では主に国道3号・国道208号を走行していたが、荒尾市から大牟田市にかけて（長洲港経由便が走っていた長洲町を含む）は有明海に近い県道大牟田熊本宇土線などを経由していた。種別は「快速」の扱いで、石炭をイメージした黒いダイヤをバックにしたデザインのヘッドマークを取り付けていた。
大牟田駅で西鉄大牟田線（西鉄特急）と接続することにより、熊本から福岡市天神への乗客の利用も図られていた。
並行する鹿児島本線の普通列車増発の影響などにより廃止された。
廃止後は、植木町 - 大牟田市とを結ぶ普通バスとして運行されていたが、こちらも2000年頃に廃止となっている。熊本 - 荒尾四ツ山間の普通便についても2008年10月の改正で玉名において系統分割されている。

## 停車停留所
※1968年（昭和43年）当時
本村経由
辛島町～市役所～京町本町～植木～玉名中町～玉名温泉～玉名産交～野原～本村～荒尾駅前～荒尾四ツ山～三川四丁目～三川二丁目～白金～大牟田駅前
長洲港経由
辛島町～市役所～京町本町～植木～玉名中町～玉名温泉～玉名産交～野原～長洲港～長洲宮前～荒尾駅前～荒尾四ツ山～三川四丁目～三川二丁目～白金～大牟田駅前

## 沿革
- 運行開始日 不明
  - 1965年にはすでに快速として運行されていた。なお、快速バス運行以前には急行バスが運行されていた。
- 1968年10月 16往復。うち6往復は四ツ山止め、4往復は長洲港経由
- 1969年4月 18往復に増発。うち7往復は四ツ山止め、4往復は長洲港経由
- 1969年12月 全便大牟田発着となる。4往復は長洲港経由
- 1976年12月 16往復に減便。長洲港経由3往復に。
- 1991年4月 16往復のまま長洲港経由2往復に。
- 1992年5月頃 廃止